# Persea indica
Persea indica är en lagerväxtart som först beskrevs av Carl von Linné, och fick sitt nu gällande namn av C.K.Spreng.. Persea indica ingår i släktet Persea och familjen lagerväxter. Inga underarter finns listade i Catalogue of Life.
Trädet når en höjd av 25 till 30 meter. Bladen har en maximilängd av 20 cm. Persea indica är städsegrön men den har ofta några orangeröda blad. Frukten är med en längd av cirka 2 cm betydlig kortare än den vanliga avokadon.
Trots det vetenskapliga namnet förekommer arten inte i Indien utan på Kanarieöarna och Madeira. Den blev dessutom introducerad på Azorerna. Persea indica växer i kulliga områden och i bergstrakter mellan 400 och 1300 meter över havet. Den ingår i fuktiga skogar med andra lagerväxter eller med andra träd och den hittas i galleriskogar.
Det rödbruna träet används av lokala snickare, bland annat för konsthantverk. I viss mån brukas träet som virke.
Introducerade växter i skogarna kan öka risken för bränder. Intensivt bruk av vatten från vattendragen kan medföra torka. Nya växtskott ätas av råttor som dok blir illamående av växten. Hela populationen anses fortfarande vara stabil. IUCN listar arten som livskraftig (LC).